# Реал Санта-Крус
«Реа́л Са́нта-Крус» (исп. Club Real Santa Cruz) — боливийский футбольный клуб из города Санта-Крус-де-ла-Сьерра.

## История
Клуб «Реал Санта-Крус» был основан 3 мая 1962 года в районе национального колледжа «Флорида» в центральной части города Санта-Крус-де-ла-Сьерра. Название, как и цвета основной формы, были даны в честь мадридского «Реала».
«Реал Санта-Крус» был среди сооснователей профессиональной футбольной лиги Боливии в 1977 году. На высшем уровне «Реал» выступал несколько раз: с 1977 по 1992 год, с 1994 по 2001 год, в 2004 году, и в 2020 году команда вновь вернулась в высший эшелон боливийского клубного футбола.
В 1997 году «Реал Санта-Крус» дебютировал на международной арене, приняв участие в розыгрыше Кубка КОНМЕБОЛ. В квалификационном раунде команда сумела выбить значительно более опытных соотечественников — «Стронгест» (ничья 1:1 и победа в гостях 2:0), однако в первом раунде (то есть в 1/8 финала) «Реал» крупно уступил будущему финалисту, аргентинскому «Ланусу» (1:1; 0:5).
Команда выступает на собственном стадионе «Хуан Карлос Дуран» (либо аналогично названию клуба «Реал Санта-Крус»), вмещающем 14 тыс. зрителей.

## Достижения
- Победитель Второго дивизиона Боливии (Кубок Симона Боливара) (1): 1993
- Вице-чемпион Второго дивизиона Боливии (Кубок Симона Боливара) (1): 2019
- Финалист Кубка Боливии (аналог Второго дивизиона) (1): 2001
- Участник Кубка КОНМЕБОЛ (1): 1997